# حديقة الرئيس
حديقة الرئيس (بالإنجليزية: President Park)  أو حديقة البيت الابيض والرئيس يقع في وسط العاصمة واشنطن.

## حديقة الرئيس
تحتوي مساحة المنتزه على عدد من المباني، بما في ذلك البيت الأبيض، ومبنى أيزنهاور التنفيذي، ومبنى وزير المالية، ومركز زوار البيت الأبيض، وساحة لافاييت، والمبنى البيضاوي.
تدار الحديقة من قبل خدمة المتنزهات الوطنية بالولايات المتحدة.
الهدف من المتنزه هو خلق مساحة بين المدينة والبيت الأبيض، مع التأكيد على إبراز دور الحكومة، والتواصل الحر بينها وبين الجمهور، وخلق مكان للتعبير الحر أمام السلطة التنفيذية

## أقسام البيت الأبيض
في سنة 1790، تم سن «قانون مكان المقعد»  الذي خصص موقعًا لعاصمة الولايات المتحدة  وأذن لرئيس الولايات المتحدة جورج واشنطن بإعداد عاصمة لحكومة الولايات المتحدة حتى شهر يونيو 1800.
أقيمت عدد من المسابقات المعمارية لاقتراح مخططات لمبنى «الكابيتول» (مجلس النواب) و «مجلس الرئاسة».
تم اختيار خطة جيمس هوفان لمنزل الرئيس  وأشرف على البناء. في النهاية تم بناء أجنحة جديدة للمبنى (إنه «البيت الأبيض») وتم إنشاء الجناح الغربي والجناح الشرقي
تشمل مناطق البيت الأبيض الحديقة الجنوبية وحديقة الورود وحديقة جاكلين كينيدي والحديقة الشمالية.